# Allomaieta strigosa
Allomaieta strigosa är en tvåhjärtbladig växtart som först beskrevs av Henry Allan Gleason, och fick sitt nu gällande namn av Gustavo Lozano-Contreras. Allomaieta strigosa ingår i släktet Allomaieta och familjen Melastomataceae.
Artens utbredningsområde är Colombia. Inga underarter finns listade i Catalogue of Life.